# ناحية جنغ الماس
ناحية جنغ الماس (بالفارسية: بخش چنگ الماس) هي ناحية في مقاطعة بيجار التابعة لمحافظة كردستان في إيران. في تعداد عام 2006، كان عدد سكانها 14,357 نسمة في 3,121 عائلة. فيها مدينتان: بابارشاني وبيرتاج. وثلاث أقسام ريفية هي: قسم بابارشاني الريفي وقسم خسرو أباد الريفي وقسم بيرتاج الريفي.